# Velòdrom de Cap Blanc
El Velòdrom de Cap Blanc era una instal·lació dedicada al ciclisme en pista a l'aire lliure de Llucmajor (Mallorca, Illes Balears, Espanya), existent entre 1925 i 1943.
Va ser la tercera pista ciclista existent a la localitat, després de s'Hort des Frares (1897-1901) i el Monestir Park (1914-1916).

## Història
Fou impulsat per la societat esportiva Lluchmayor Sport Club, entitat inicialment dedicada únicament al futbol, i inaugurat el 14 de juny de 1925 amb la disputa de sis proves ciclistes. Des del principi també va funcionar com a camp de futbol de l'equip Lluchmayor Sport Club, així com d'altres equips de la població.
Tenia una corda de 333,33 metres (igual que el seu antecessor, el Monestir Park) i va ser dissenyat a tall de poliesportiu, ja que en el seu espai central hi hagué espai per a un camp de bàsquet, entre altres esports.
Aviat va acollir proves ciclistes d'importància sota la direcció de l'exciclista Antoni Llompart Julià. Entre d'altres, vuit edicions del Campionat de Balears de ciclisme entre 1927 i 1934. Va rivalitzar en importància amb la principal pista de l'illa, el Velòdrom de Tirador. Estava ubicat aproximadament en l'espai ocupat per l'actual carrer Catalunya, traçat posteriorment.
Amb la Guerra civil espanyola va entrar en crisi i no va poder recuperar-se; va deixar d'estar activa després de 1943. Actualment no queda cap rastre de la instal·lació.

## Esdeveniments
- Campionat de Balears de velocitat: 1927, 1928, 1929, 1930, 1931, 1933, 1934.
- Campionat de Balears de fons: 1930.